# Перекопський повіт
Перекопський повіт — адміністративна одиниця в Таврійській губернії Російської імперії. Адміністративний центр — місто Перекоп.

## Географія

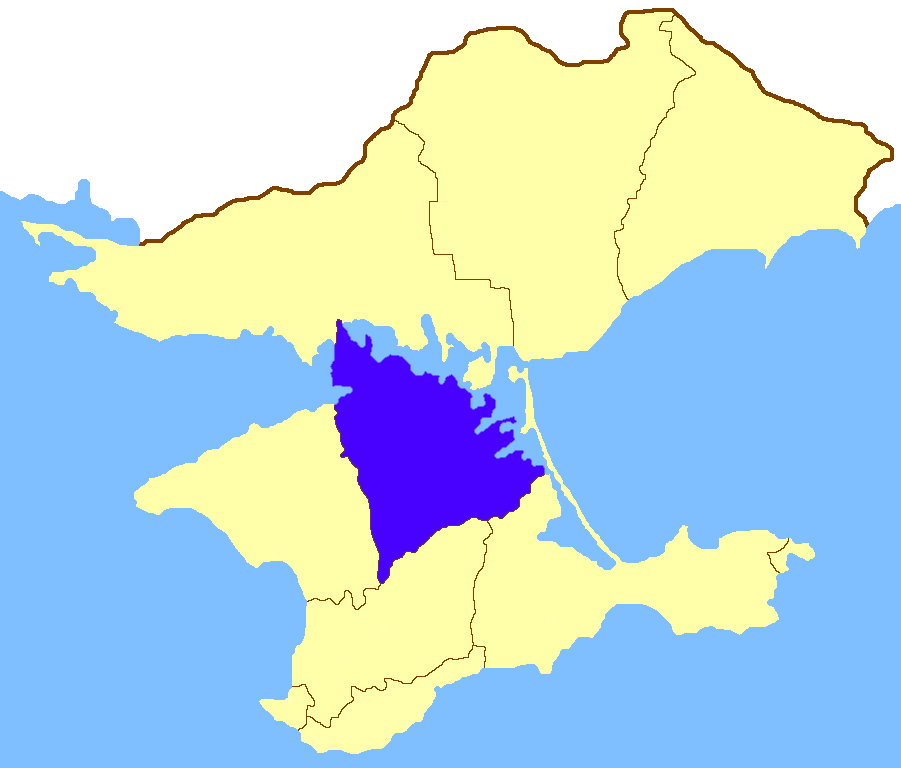
Перекопський повіт на мапі Таврійської губернії

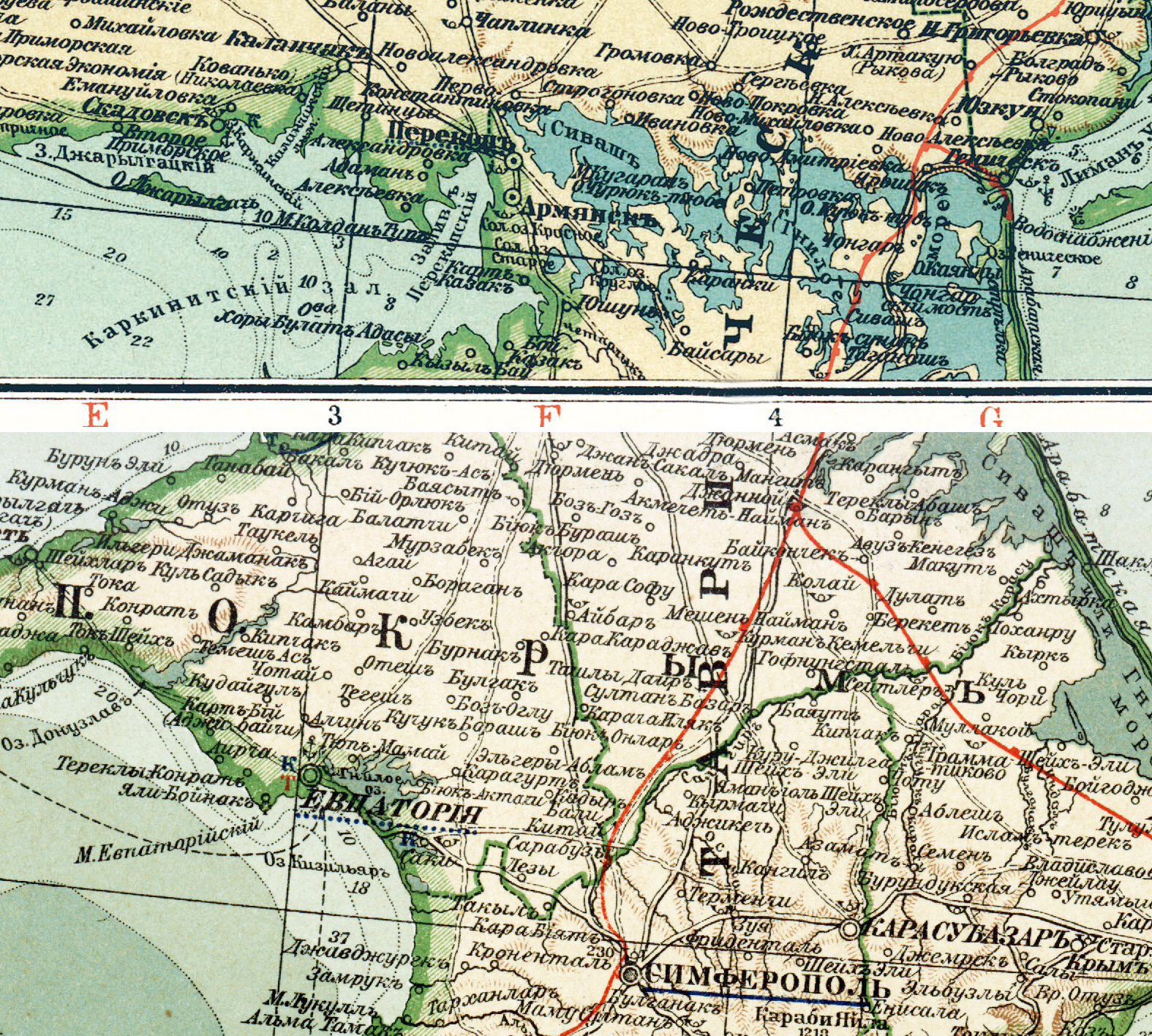
Карта повіту

Перекопський повіт Таврійської губернії мав форму трикутника, вершину якого становив Перекопський перешийок, а північно-східна сторона омивалася Сивашем. Площа повіту, за обчисленням Стрельбицького, 5236,1 кв.верст, в тому числі під внутрішніми водами (озерами)-124,2 кв.верст; за планами генерального межування-544896 десятин і за переписом поземельної власності, зробленої в кінці сімдесятих років Центральним статистичним комітетом, — 546624 десятини. Ландшафт повіту представляє рівнину степу з підйомом на півдні, позбавлену не тільки лісів, але навіть чагарників.
Північна частина повіту покрита шаром глинисто-солонцюватого ґрунту, вона має вигляд сірувато-білої, грудкуватої, дуже щільної глини, відрізняється малою родючістю і покрита рідкісною рослинністю, але переважно полиню і подібними рослинами .
По берегах Сиваша ґрунт всюди облямований світлою смугою, яка абсолютно позбавлена рослинності, а тому різко відрізняється від сусіднього степу: це — так званий Сиваш. Під час вітрів з моря сюди наганяється морська вода, заливає їх, а потім, коли вода спадає, ґрунти покриваються соляним нальотом і непрохідним брудом.
Чим південніше, тим ґрунт краще. Приблизно між селами Ішунь і Дюрмень проходить північна межа кримського чорнозему. Найбільшої глибини і найкращої якості цей ґрунт досягає в південно-східній частині повіту, біля кордону з Феодосійським повітом.
Зрошення повіту дуже бідне; річка Салгир, найбільша з кримських річок, протікає тільки по південно-східному кордону Перекопського повіту, а Чатирлик, що впадає в Чорне море поблизу Перекопського перешийка, являє собою не що інше, як просту балку, більшу частину року абсолютно позбавлену води. Що стосується до ґрунтових вод, то в північній частині повіту вони знаходяться на невеликій глибині, але дають гірко-солону воду, часто непридатну для пиття, а лише вживану для водопою; в центральній частині повіту, навпаки — доводиться рити колодязі глибиною до 30 і більше сажнів (відомо про колодязь, що досягав 80 сажнів).
Нестача води сильно уповільнювала заселення повіту, абсолютно спорожнілого після виселення татар в 1857-58 роках, а тому Міністерство державного майна Російської імперії в 1859-61 роках вдалося до низки робіт з обводнення краю; з цією метою в Перекопському повіті було вирито кілька колодязів за державний рахунок, створено 4 загати і одну цистерну. Але ці заходи виявилися недостатніми: 55 % всіх селищ потребувало води, і в Присиваській частині повіту площею в 300 кв.верст, на якій знаходилося 38 селищ, зовсім не було ні колодязів, ні джерел; вода для пиття в цій місцевості добувалася з особливих водоємних ям (аутів) глибиною до 8 сажнів. Дощова вода, зібрана в цих ямах, швидко псується, а влітку часто пересихає. Було вирішено вирити поблизу поштової станції Айбар артезіанський колодязь. Гірський інженер Романовський до буріння приступив в 1869 році, і до 1878 році колодязь був доведений до глибини 2613 футів 6 дюймів (373⅓ саж.), Але води не здобуто. Ця невдача, що коштувала уряду великих грошей, сталася через те, що даний пункт, як з'ясувалося в кінці вісімдесятих років, знаходиться в антиклинальній області. Професор Головкинський, який виробляв за дорученням земства гідрогеологічні дослідження в губернії, вважав, що є велика ймовірність на задовільне зрошення артезіанськими колодязями всієї великої площі Перекопської та Саксько-Євпаторійської землі. У Перекопському повіті, і в Саках з успіхом вириті артезіанські колодязі.

## Населення
У 1896 році в повіті (без міста) нараховувалося 47682 жителів (24845 чол. Та 22837 жін.): Дворян 415, духовників 522, почесних громадян і купців 161, міщан 2455, військових 1478, селян 41692, іноземців 874, інших станів 85; православних 17165, розкольників 918, католиків 3060, протестантів 5568, вірмен 212, євреїв 685, караїмів 78, магометан 19892, інших сповідань 104.
У північній частині повіту на кв.версту припадає 2,5 людини, в південній — від 4 до 10,8 осіб. До 1856 p. повіт був густо населений виключно татарами, але в 1857 року відбулося масове переселення до Туреччини; в повіті відразу спорожніло 278 селищ, і 244 з яких на початок XX століття не були заселені. Край зовсім спорожнів; землі продавалися за безцінь: в південній частині повіту прекрасна чорноземна земля продавалася по 1 руб. за десятину.
Щоб заселити повіт, уряд почав заохочувати переселенців, надаючи їм різноманітні пільги. У 1859 році прийшли перші російські переселенці, в 1862 — естонці, в 1864 — чехи, німці — меноніти, герцеговинці, поляки. Етнографічний склад населення повіту відрізнявся значною строкатістю: татари становили 50,7 %, росіяни 27,6 %, німці 10 %, інші 11,7 %.
Всього селищ в повіті 206, в тому числі невеликих (до 10 дворів) 83, середніх (від 10 до 50 дворів) 117 і великих (понад 50 дворів).
З 546654 десятин приватним особам належало 425 310 дес., або 77,8 %, селянським товариствам — 31910 дес., або 5,8 %, і установам — 89404 дес., або 16,4 % ,. У числі земель, що належали установам, значиться казенної землі 50021 дес. (В тому числі придатної для посівів 17 тис. дес.) і вакуфної 21000 дес. (в тому числі при скасованих мечетях 13 тис. дес.).
Велика частина сільського населення — безземельні і безхатні. З 3533 сімей, які проживають в селищах Перекопського повіту, 2377 сімей, або 67,1 %, не мають своєї землі (серед останніх 1270 татарських сімей). З 3533 сімей 2466 — уродженці частиною інших повітів і губерній, частиною інших селищ. Безземельне населення розміщується частиною на казенних і вакуфних землях, орендуючи їх на тривалий термін, частиною ж, і головним чином, на власницьких як так звані десятники. Десятники звичайно селяться на таких умовах: вони отримують від землевласника хату, іноді з невеликим городом, за що сплачують від 3 до 25 руб. грошима або панщиною і мають право виганяти свою худобу на загальний вигін (пастух землевласника), за що сплачується від 1 до 4 руб. з голови великої худоби і від 25 до 60 коп. з вівці. Орну землю вони обробляють з частки продукту в 1/4, 1/3, 2/5, 3/10 тощо. Письмових умов з десятниками ніяких не укладають, так що вони повсякчас можуть бути вигнані.

## Економіка
У повіті значилося коней 20 тисяч, рогатої худоби 35 тисяч, овець до 700 тисяч голів.
Північна частина повіту виробляла головним чином сіль, до 4 млн пудів, і шерсть, до 100 тис. пудів, південна — майже виключно хліб, головним чином пшеницю.
В середньому щорічно засівалось: житом 7400, пшеницею 47200, вівсом 8550, ячменем 27750, просом 4100 кукурудзою 330, картоплею 300 десятин; середній річний збір: жита 210900, пшениці 1708900, вівса 193400, ячменю 1010100, проса 62950, кукурудзи 7900, картоплі 16300 пудів. 5 парових борошномельних млинів (понад 700 тисяч пудів).
За задоволенням місцевого продовольства, збувається на сторону до 940 тисяч пудів пшениці і жита, через залізничні станції Курман-Кемельчи, Джанкой, Таганаш. Ярмарок та базарів в повіті не було.
У 1893 році в повіті значилося 16 промислових закладів, з 110 робітниками і з виробництвом в 56369 руб. Земські витрати (1896 г.) 120300 руб., в тому числі на земський уряд 9950 руб., народна освіта 15209 руб., лікарську частина 31450 руб.; 2 земські лікарні (одна в місті), 7 лікарів, 9 фельдшерів і 3 акушерки. Училищ 56.

## Склад повіту (волості та міста)
- Ак-Шеіхська
- Богемська
- Бютеньська
- Воінська
- Джурчинська
- Олександрівська
- Тотанайська
- та повітового міста Перекоп із передмістями Армянський базар, Кантемирівка, Шафранівка, слободами Госпітальна та Щемилівка.